# Răzvan Avram
Răzvan Avram (sinh ngày 12 tháng 9 năm 1986 ở Bucharest, România) là một cầu thủ bóng đá người România thi đấu cho câu lạc bộ Liga II Afumați.